# Tiszaföldvár
Tiszaföldvár là một thành phố thuộc hạt Jász-Nagykun-Szolnok, Hungary. Thành phố này có diện tích 80,34 km², dân số năm 2010 là 11455 người, mật độ 143 người/km².